# Algériai háború
Az algériai háború egy, a francia kormány ellen indított felkelés, Algéria függetlenségi háborúja, mely 1954. november 10-én robbant ki, és 1962. március 18-án, az eviani szerződéssel ért véget. Algéria 1830-tól volt francia gyarmat, majd 1899-től annak teljes jogú megyéje lett.

## Előzmények
Gamal Abden-Nasszer sikeres egyiptomi  forradalmának és pánarab szocialista mozgalmának hatására az algériaiak is elkezdtek mozgolódni gyarmattartóik ellen. Megalakult az FLN (Front de libération nationale = Algériai Nemzeti Felszabadítási Front), amely egyiptomi mintára a teljes függetlenség kivívására törekedett arab nacionalista és szocialista alapokkal. A fiatal diákok Ben Bella vezetésével csatlakoztak a mozgalomhoz, így közel 3000 gerilla volt kész mindent megtenni azért, hogy megszabaduljanak a franciáktól. Az évek során a franciák mellé belga, olasz és spanyol bevándorlók is érkeztek, akik később francia állampolgárságot kaptak, de az algériai őslakosság nem élvezett ilyen jogokat, sőt szisztematikusan kiszorították őket, igyekeztek ellehetetleníteni társadalmi felemelkedésüket és kizsákmányolásukra törekedtek. A gerillák szeme előtt Mao Ce-tung példája lebegett, azonosultak az ő ideológiájával és könyörtelenségével. 1954. november 10-én a szervezet harminc véres támadást hajtott végre Algéria különböző részein, meggyilkolt három katonát és két rendőrt is. A francia hatóságokat meglepték a váratlan események, mialatt az FLN katonai szárnya, az ALN (Armée de Libération Nationale=Nemzeti Felszabadító Hadsereg) fokozta a támadásokat.

## A háború
A lakosság megosztása végett az ALN gerillái keményen lesújtottak az európai telepesekre. A francia reagálások is hasonlóak voltak. Jacques Massu tábornok ejtőernyősei kegyetlenkedtek az elfogott gerillákkal, csoportosan végezték ki őket. Algéria Tunéziával és Marokkóval közös határán elektromos drótkerítést húztak fel, hogy ezzel elvágják a gerillák utánpótlásait, valamint vezetőjüknek, Ben Bellának Marokkóba tartó repülőgépét eltérítették, a leszállás után letartóztatták és egy francia börtönbe vetették.
Ezalatt az ALN egységeinek élére olyan tisztek kerültek, akik századosi rangban harcoltak Indokínában és a Việt Minhtől tanult gerillataktikákat alkalmazták a francia hadsereg ellen. A közlegény státuszú felkelők közül is nem egy megjárta a délkelet-ázsiai frontot, így számukra sem volt ismeretlen a harcmodor, vagy a baloldali ideológia. Az egyenruhás katonák elnevezése „mudzsáhid” (a hit harcosa), az irreguláris egység tagjaié pedig „fedajin” (harcos) volt. A katonai parancsnok mellett politikai biztosok tevékenykedtek, Mao Ce-tung vörös hadseregének példájára. A politikai biztos feladata az volt, hogy a katonákkal megismertessék az ortodox doktrínát. Az algériai felkelés ideológiája az iszlám és a kommunizmus keveréke volt.

## Franciaországi ellenlépések

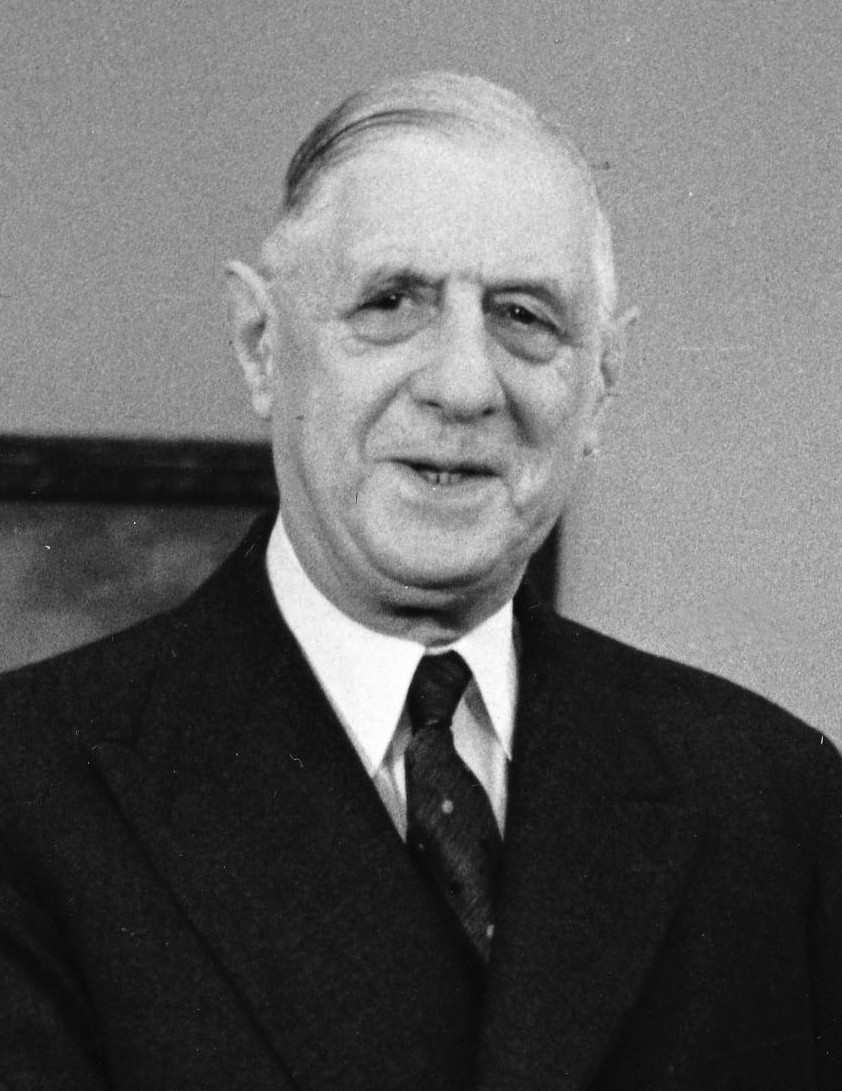
Charles de Gaulle

Párizsban vegyes volt a fogadtatás és a reagálás az FLN szüntelen terrorista támadásaira. A különböző francia kormányok határozottan elutasították, hogy Algéria különváljon Franciaországtól, az ellenzék azonban szította a nemzeti széthúzás lángjait. A lázadás leverésére csaknem félmillió francia katona érkezett Algériába. A katonák családjai tudni akarták, hogy fiaiknak miért kell idegen földre menni harcolni, csupán csak azért, hogy védelmezzék a helyi francia kisebbség érdekeit. Franciaország alig néhány éve zárta le az indokínai háborút, ahol több tízezer francia katona halt meg és a vesztes konfliktus nyomasztó emlékeket hagyott a társadalomban (miként a vietnámi háború az Egyesült Államokban később), ezért nagyon sokan nem kívántak egy újabb elhúzódó véres háborút, mivel az ország a második világháború megpróbáltatásait sem heverte ki teljesen. A kormány alkalmatlansága odáig vezetett, hogy 1958. május 13-án az algériai francia gyarmatosok és katonák fellázadtak Párizs ellen. Általános sztrájkot hirdettek, az élükre pedig Raoul Salan tábornok állt.
Az algériai puccs következtében lemondott Pierre Pflimlin kormánya, René Coty köztársasági elnök Charles de Gaulle tábornokot nevezte ki az új kormány élére. A tábornokért lelkesedtek az algériai felkelők, abban a hitben, hogy maradéktalanul támogatni fogja őket ügyükben. 1958. júniusi algériai látogatása során azonban de Gaulle nem volt hajlandó állást foglalni az algériai kérdésben. A nemzetgyűlés széles körű hatalommal ruházta fel a tábornokot, és 1959. január 5-én köztársasági elnökké nevezték ki. De Gaulle rádióbeszédében bejelentette, hogy Franciaország megadja Algériának az önrendelkezési jogot. Az európai származású algériaiak becsapva érezték magukat és tovább folytatták az ALN ellen a harcot. 
Két éven keresztül maradt fenn a háborús helyzet Algériában. Az „európai” algériaiak vagy más néven feketelábúak létrehozták az OAS-t (Organisation armée secrète=Titkos Katonai Szervezet), amely terrorcselekményeket követett el Franciaországban is, főleg mozikat és éttermeket robbantottak fel, egy ízben merényletet kíséreltek meg maga de Gaulle ellen, próbálkozásuk azonban sikertelenül végződött.

## A háború vége
A köztársasági elnök 1961. áprilisi televíziós felhívásában megbélyegezte „az áruló tábornokokat, akik becsapták hazájukat”. A hadbírák a lázadókra börtön- és halálbüntetéseket szabtak ki.  A háború az eviani egyezménnyel ért véget 1962. március 18-án. Az algériaiak vesztesége 152 ezer (12 ezren haltak meg algériai csoportok egymás közti harcaiban), a franciáké 75 ezer fő volt (ez a szám elmarad az indokínai háborúban elszenvedett francia veszteségektől, habár az algériai háborúban összesítve több ember halt meg). Algériában 1962. július 1-jén népszavazást tartottak, ahol a leadott voksok 99,72%-a a függetlenség mellett szólt. A döntést követően egymillió „pieds-noirs” (európai származású algériai) költözött vissza Franciaországba, miközben Ben Bella hat év raboskodás után 1962-ben, már mint az új, független kormány feje, visszatérhetett hazájába.